# Daniel Le Clerc
Pour les articles homonymes, voir Le Clerc et Leclerc.
Daniel Le Clerc ou Leclerc est un médecin et une personnalité politique, né à Genève le 4 février 1652 et mort le 8 juin 1728 dans la même ville. Il est considéré comme un pionnier de l'histoire de la médecine.

## Biographie
Il est le fils d'Étienne Le Clerc, professeur de grec et conseiller de la ville de Genève. Il étudie la médecine à Montpellier et à Paris et est diplômé à Valence en 1670. Il retourne ensuite à Genève pour exercer la médecine, tout en rassemblant des sources médico-historiques.
En 1696, il publie une Histoire de la médecine, progressivement complétée en 4 éditions françaises, 3 éditions latines et une anglaise.
Il est syndic à Genève de 1704 à 1728.

## Œuvre
Le titre complet de son principal ouvrage est Histoire de la médecine où l'on voit l'Origine et les Progrès de cet Art, de siècle en siècle ; les Sectes qui s'y sont formées ; les noms des Médecins, leurs découvertes, leurs opinions, et les circonstances les plus remarquables de leur vie (3e édition, Amsterdam, 1723).
Cette publication en français (1re édition en 1696) et non en latin, à prétention scientifique, marque une mutation des mentalités. Les recherches médico-historiques de Leclerc se basent sur les principes méthodologiques de Francis Bacon. Les faits, appuyés par des documents fiables, sont classés selon un ordre chronologique strict. Il refuse les légendes païennes. Il tente d'établir des périodes et des enchainements, découvrir des régularités et des associations, en étant partisan d'un rationalisme critique.
Leclerc distingue deux médecines : une médecine naturelle, donnée par la Révélation ou l'expérience, qui tient à la nature mortelle de l'homme, et une médecine qui recoupe et rassemble des observations (raisonnement critique à partir de l'expérience), seule cette dernière mérite le nom de médecine.
Selon Leclerc, le but d'une telle histoire est le suivant :
« Elle doit surtout se garder bien de donner aux Modernes ce qui appartient aux Anciens, ni à ces derniers ce qui est le partage des premiers, laissant à tout le monde la liberté de faire les réflexions convenables sur les faits qu'elle rapporte ».
L'histoire de Leclerc s'arrête après Galien. Il s'en justifie par le manque de sources, son ignorance de l'arabe et la mauvaise qualité des traductions latines de l'arabe. Selon Leclerc, le titre aurait dû être Histoire de l'ancienne Médecine, « mais le libraire n'y aurait pas trouvé si bien son compte ». Dans sa 3e édition, il ajoute un Essai  d'un plan pour servir à l'histoire de la continuation de la médecine depuis la fin du siècle second jusqu'au milieu du 17e siècle.
Son continuateur sera l'anglais John Freind, auteur d'une History of Physick (Histoire de la médecine) publiée en 1725-1726, qui couvre la période de Galien jusqu'au XVIe siècle.

## Publications
- D.L.C.D.M., Histoire de la médecine, Genève, J. A. Chouët, D. Ritter, 1696 ; 2e édition Amsterdam 1702 ; 3e édition Amsterdam 1723 ; 4e édition La Haye 1729.
- Biographie médicale par ordre chronologique, mise dans un nouvel ordre, revue et complétée par MM. A. L. Bayle et Auguste Thillaye, Paris, A. Delahays, 1855. Comptes rendus :
  - [Anonyme], Histoire de la médecine, Henri Basnage de Beauval, Histoire des ouvrages savans, tome XIII, septembre 1696, Amsterdam, Michel Charles le Cene, 1721, article IV, p. 40-51.
  - Histoire de la médecine, Journal des savants, 22 juillet 1699, p. 305-306.
- La chirurgie complète par demandes et réponses, Paris, Barthélémy Girin, 1702, 4é éd. corrigée. 7e éd., 1723.